# Central Station (Virginia Occidental)
Central Station es un área no incorporada ubicada dentro del Distrito Pine, una división civil menor del condado de Doddridge, Virginia Occidental, Estados Unidos. Está catalogada como un asentamiento humano por la Junta de Nombres Geográficos de los Estados Unidos.
El número de identificación (ID) asignado por el Servicio Geológico de Estados Unidos es 1554100.

## Geografía
Se encuentra a una altitud de 244 metros sobre el nivel del mar (801 pies) según el conjunto de datos de elevación nacional.